# Dánia hívójelkörzetei
Dánia területileg nincs felosztva hívójelkörzetekre, viszont Dánia fennhatósága alatt álló autonóm területeken külön-külön hívójelprefixet használnak.
Dánia részére az ITU a következő hívójelprefixeket osztotta ki:
- OU-OZ
- XP
- 5P-5Q

## Dánia hívójelkörzetei[1][2][3]
| Prefix | Terület                                                                   | ITU zóna | CQ zóna |
| ------ | ------------------------------------------------------------------------- | -------- | ------- |
| OU     | Dánia                                                                     | 18       | 14      |
| OV     | Dánia                                                                     | 18       | 14      |
| OW     | Dánia                                                                     | 18       | 14      |
| OZ     | Dánia                                                                     | 18       | 14      |
| OX     | Grönland                                                                  | 5, 75    | 40      |
| OY     | Feröer-szigetek                                                           | 18       | 14      |
| OY     | Jan Mayen sziget (kivezetve, JX)                                          | 18       | 40      |
| XP     | Dánia                                                                     | 18       | 14      |
| XP1    | Grönland ( Egyesült Államok katonai személyzete részére, (kivezetve, OX)) | 5        | 40      |
| 5P     | Dánia                                                                     | 18       | 14      |
| 5Q     | Dánia                                                                     | 18       | 14      |

## Lajstromjel
Vízi és légi járművek lajstromjelezéséhez az OY prefixet használják.